# Шардаринский район
Шардаринский район (каз. Шардара ауданы) — район Туркестанской области Республики Казахстан.
Административный центр — город Шардара.
Численность населения — 78 132 человека.
Территория района — 13 000 км².
Шардаринский район был создан в 1969 году при освоении Кызылкумского края. В состав района входят 10 сельских округов.
На территории района находится Шардаринское водохранилище. К району относится, расположенный на берегу водохранилища, со всех сторон окружённый узбекистанской территорией, анклав Арнасай.

## Экономика
Основу экономики района составляет сельское хозяйство. В районе выращивается хлопок, бахчевые культуры, овощи и фрукты.

## Административное деление
Район включает город Шардара и 10 сельских округов:
1. город Шардара
2. Акшенгельдинский сельский округ
3. Достыкский сельский округ
4. Жаушикумский сельский округ
5. Коксуский сельский округ
6. Коссейитский сельский округ
7. Кызылкумский сельский округ
8. Сюткентский сельский округ
9. Узынатинский сельский округ
10. Сельский округ Алатау-батыр (ранее Целинный)
11. Сельский округ Кауысбека Турысбекова

## Население
Национальный состав (на начало 2019 года):
- казахи — 75 362 чел. (96,45 %)
- русские — 1657 чел. (2,12 %)
- татары — 269 чел. (0,34 %)
- узбеки — 164 чел. (0,21 %)
- таджики — 141 чел. (0,18 %)
- корейцы — 105 чел. (0,13 %)
- другие — 434 чел. (0,56 %)
- всего — 78 132 чел. (100,00 %)

## Главы
1. Жилкишиев Байдильда (1999—2002);
2. Абдуллаев Арман Айдарович (04.2016—?);
3. Кыстауов Болатбек Дуйсенбекулы (12.2016—2019);
4. Кайрат Жолдыбайулы Жолдыбай (07.2019-?);
5. Карсыбаев Арман Романович (с ?-).